# Мон-Дор
Мон-Дор (фр. Monts Dore) — группа потухших вулканов во Франции, расположенная в Центральном массиве.
Массив включает в себя ряд сильно разрушенных эрозией лавовых конусов, наиболее высоким из которых является Санси (1886 м). Последние извержения Мон-Дора происходили в неогене. Имеются следы древнего оледенения. Горные луга и кустарники, встречаются небольшие массивы сосновых лесов. Население занимается овцеводством.